# Notiothops noxiosus
Notiothops noxiosus là một loài nhện trong họ Palpimanidae. Loài này được phát hiện ở Chile.